# 景觀設計

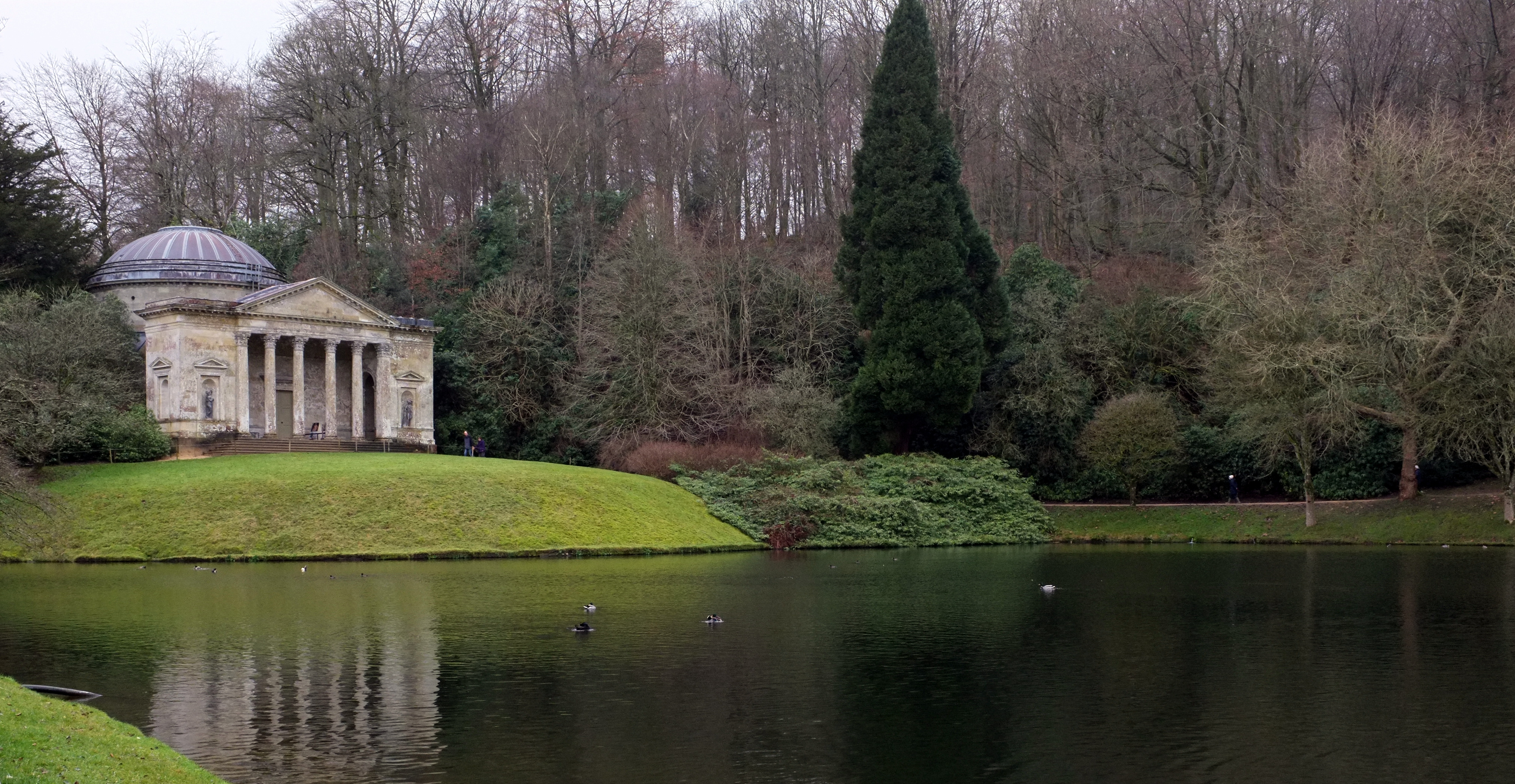
英格兰威爾特郡的斯托海德，由亨利·霍尔（1705–1785）设计，“第一位在单个作品很高天赋的园林设计师”

景觀建築（英語：landscape architecture），又稱景觀、地景建築，是土地的藝術、計劃、設計、管理、保存和修復，以及人為構造物的設計。此專業的範圍包含有：园林景观设计、環境恢復、敷地計畫、住宅區開發、公園和遊憩規劃、歷史保存，並且與地理學、建築設計、都市設計、都市計劃及區域計劃等領域密切相關。
景觀建築關心的是「地景」的議題。事實上，地景（landscape）就是人類生存狀態在大地上的具體表現。「地景」說明了人與自然的關係，也表達了文化的內容。人類的文明是始於面對自然萬物來營造人為世界，在社會實踐的過程中，不斷累積科技與人文的成果，但總是偏科技而輕人文，忘了人類原本就是自然的一部份；更忘了人類與生存的環境之間的「共生生態」關係。總之，「景觀設計」關懷的是從自然大地的人文地景到城鄉、社區、居家的環境規劃與空間設計。
景觀設計的執業者稱為景觀師或園境師。

## 名稱
由于中國以及其他東亞國家自古就存在對風景、景觀進行規劃、設計的學問（如中國的「園林學」，以及對應的日本的「造園學」），現代，從西方傳入的「Landscape Architecture」的概念，在亞洲各地有很多不同譯名：香港的正式翻譯為「園境建築」，而臺灣多將其翻譯為「景觀建築」；中國大陸的農林院校常使用「风景园林」的譯語，部分工科院校使用「景观學」或「景观設計」的名稱，大陸的清華大學則使用「地景」的名稱。。韓國多采用「造景」（：／*/?）一詞。越南多使用「景觀建筑」（越南语：／*/?）。日本則常使用「造園」（日语：*/?）一詞，有時也使用「景觀設計」（日语：*/?）、「造園修景」（日语：*/?）、「景觀建筑」（日语：*/?）等名稱。

## 定义
景观建筑學是一个多学科领域，融合了植物学、园艺、美術、建筑、工业设计、土壤科學、环境心理学、地理学和生态学等方面。景观设计师的活动范围从公园和公园道的建立到校园和公司办公园区的场地规划，从住宅小区的设计到民用基础设施的设计，以及对大型荒野地区的管理，或是对矿山或堆填区等退化景观的改造。景观设计师致力于在景观或公园外观有限制（大或小，城市、郊區和乡村），运用“硬”（建筑）和“软”（种植）材料，同时结合生态可持续的要求，进行建筑和外部空间设计。（景观设计师）可以凭借对设计、组织和使用空间的技术理解和创意天赋，在项目的初始阶段就做出最有价值的贡献。景观设计师可以构思整体概念，进行总体规划，据此绘制详细的设计图纸并订立技术规格。他们还可以审核授权和监督施工合同的提案。其他技能包括准备设计影响评估，进行环境评估和审计，以及在土地使用问题调查方面担任专家证人。

## 活动领域

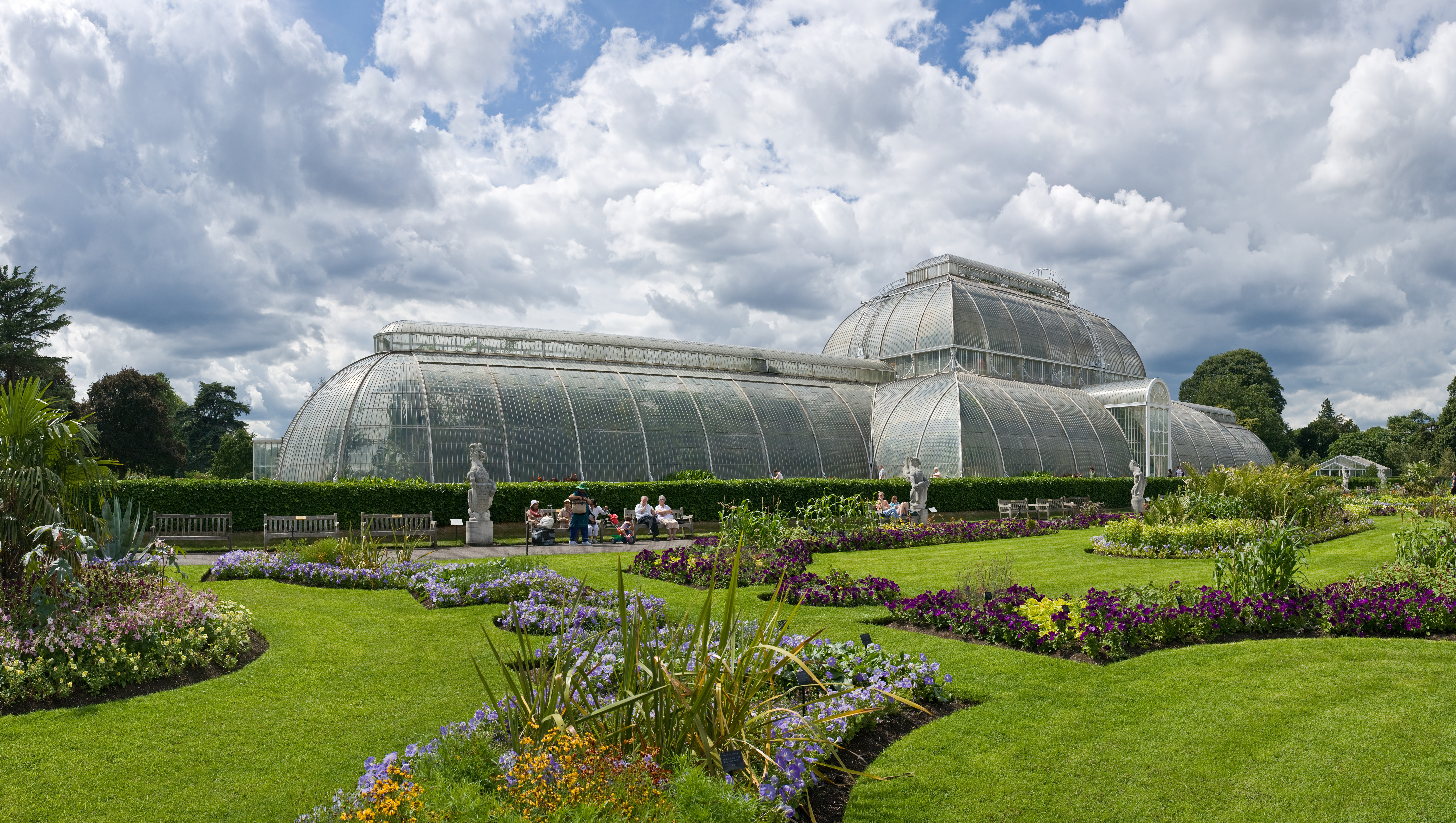
伦敦的英国皇家植物园，建于1759年
建于1844–1848年的棕榈屋，由Richard Turner建造，Decimus Burton设计

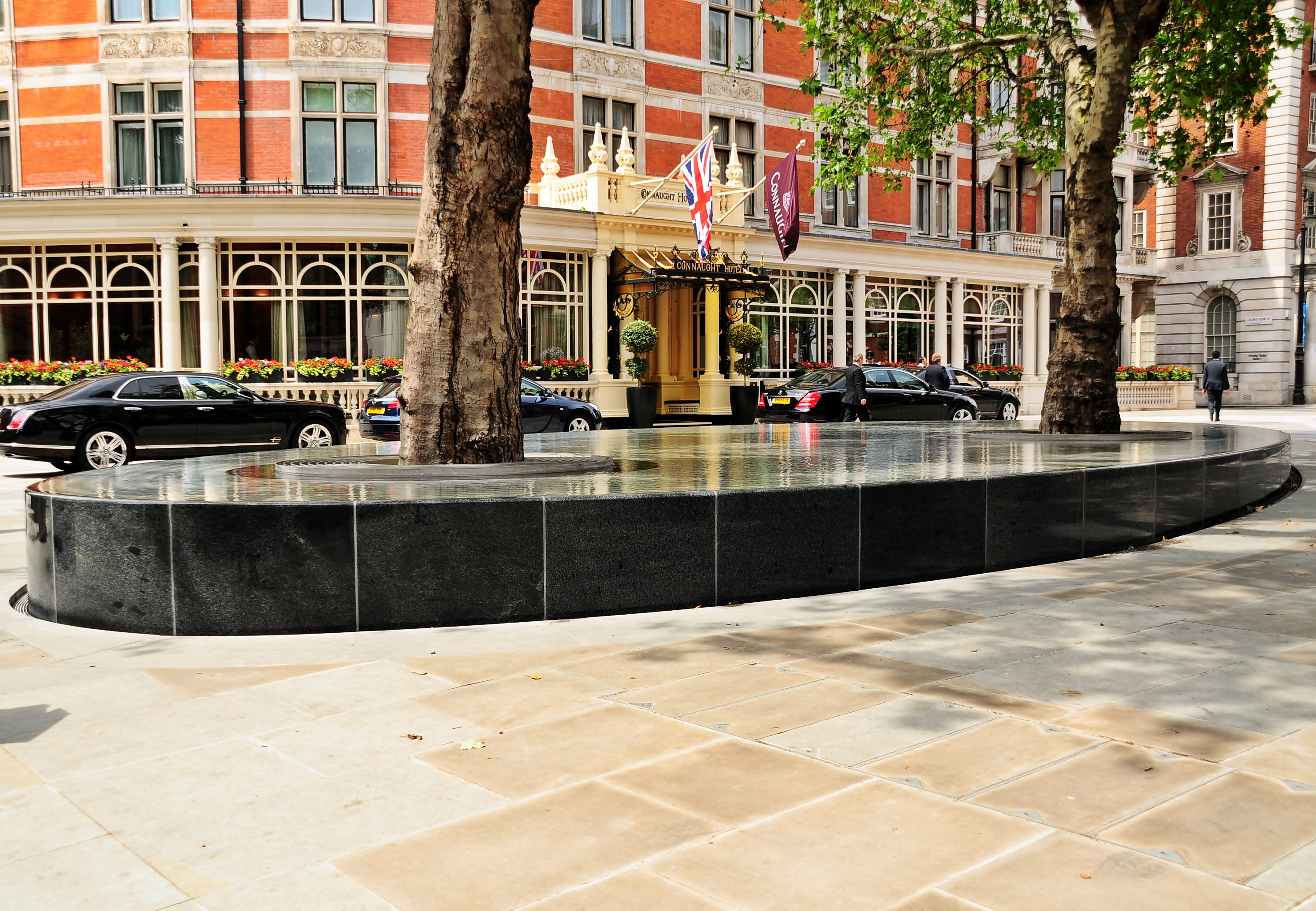
城市广场设计。由安藤忠雄设计的伦敦的人工水景

景觀师合作专业任务的广度是非常宽广，但项目类型的有些例子包括：
1. 计划、形式，标度和选址新的发展
2. 民用设计和公众基础设施
3. 暴雨水管理包括雨庭院，绿色屋顶并且治疗沼泽地
4. 校园和站点设计为机关
5. 公园，植物园，树木园，林荫道路和自然環境
6. 休闲设施如高尔夫球场，主题乐园以及体育设施
7. 住房地区、工业园和商业发展
8. 高速公路运输结构，桥梁和运输走廊
9. 都市设计镇和城市广场、江边、步行计划和停车场
10. 大都市或小都市再生计划
11. 森林，旅游或者历史的风景，和历史的庭院评估和保护研究
12. 水库，水坝，发电站可提取产业应用的开垦或主要工业项目
13. 环境评估并且风景评估计划的忠告和土地管理提案。
14. 沿海和近海发展

## 景觀師
景觀師，又稱園境師、景觀建築師。
澳大利亞景觀師學院所使用的景觀師專業定義如下：景觀師執行關於空間與環境發展管理、保育與永續性之研究、規劃。設計和建議，其場域包括建築環境之內與之外。
景觀師行業的這個定義根據乃日內瓦國際勞工事務所（International Labour Office, Geneva）公佈之國際標準職業分類（International Standard Classification of Occupations）。
当前世界对景观工作者的工作范围还没有明确的定义，因而景观工作者的说法各有不同，还有景观设计师、园林设计师、造景设计师等叫法。

### 引用
1. ↑  Hyams, Edward. . New York, Washington: Praeger Publishers. 1971: 239.
2. ↑  1965年毛澤東為了消減引起水災與旱災的水土流失而喊出的「國土園林化」口號，使得「園林」一詞成為這個專業在中國的主要用詞。
3. ↑   （页面存档备份，存于）
4. ↑    （页面存档备份，存于）
5. ↑    （页面存档备份，存于）